# Riccardo Massucci
Riccardo Massucci (Finale Emilia, 15 aprile 1879 – Torino, 13 agosto 1968) è stato un attore e regista italiano.

## Biografia
Figlio d'arte (il padre era coreografo e la madre prima ballerina di note compagnie d'operetta), debuttò sul palcoscenico a soli cinque anni in una delle operette allestite dai genitori. Trascorsa la giovinezza tra Spagna e Argentina, ai primi del XX secolo fece ritorno in Italia dove figurò tra gli anni dieci e venti nella rosa dei più quotati attori e direttori di compagnia d'operetta.
Stabilitosi definitivamente a Torino, nel 1929 iniziò a collaborare con la neonata stazione dell'EIAR dando un decisivo contributo allo sviluppo e alla divulgazione del genere operettistico, in primo luogo con la fondazione della Compagnia di Torino, di cui assunse anche la direzione. Il 25 maggio 1929 allestì (e interpretò) il primo adattamento radiofonico di un'operetta messo in onda dalla radio italiana: Il Paese dei Campanelli di Ranzato e Lombardo, presentata dalla Compagnia di operetta di Torino e dall'orchestra diretta dal maestro Cesare Gallino.
Nei primi anni trenta cominciò a dedicarsi allo spettacolo leggero insieme a due giovani talenti allora sconosciuti, Angelo Nizza e Riccardo Morbelli, che egli conosceva per averne diretto nei teatri torinesi le prime riviste goliardiche. Massucci tenne a battesimo, in veste di regista, lo spettacolo radiofonico d'esordio dei due autori Un'ora con te, che andò in onda il 7 marzo 1933 dalla stazione di Torino e che è considerato il primo esempio di rivista radiofonica della radio italiana.

Anna Caravaggi, Riccardo Massucci e Francesco Sormano negli studi di Radio Rai 1953

Fu l'inizio di un lungo e felice connubio che, passando attraverso le popolari Avventure di Topolino (1933-34), culminò in uno dei successi radiofonici più clamorosi di tutti i tempi: I quattro moschettieri (1934-38), delle cui oltre settanta puntate Massucci fu, oltre che regista, interprete nel ruolo di Arlecchino (che nella parodia sostituiva Planchet).
Moltissimi, da allora in poi, gli spettacoli leggeri di cui curò la regia (conferendo, tra l'altro, una forma più compiuta agli effetti sonori della radio): dalla rivista Insomma, lei chi è (1936-37) a Ora Cora (1940), da Il trucco c'è di Angelo Migneco (1942), per tornare a sorridere nell'immediato dopoguerra con Punto e virgola (1945).
Tra i pionieri della radio italiana, Massucci proseguì l'attività radiofonica per lunghissimo tempo, sia allestendo centinaia di operette (impegno che ha mantenuto fino ai primi anni cinquanta) sia, fin quasi alla morte, come regista di numerosissime riviste, varietà, spettacoli d'arte varia e programmi per bambini, tra cui si ricorda Moto perpetuo degli anni Cinquanta.

## Programmi radiofonici
EIAR
- I quattro moschettieri, 1934 - 1938
- Primarosa, operetta di Renato Simoni e Carlo Lombardo, musica di Giuseppe Pietri, con Maria Bonelli, Mayda Girelli, Amelia Mayer, Riccardo Massucci, Domenico Marrone, Gino Leoni, regia di Riccardo Massucci, trasmessa il 18 novembre 1939.

RAI
- Un ballo al Savoy, operetta di Paul Abraham, con Aldo Bertocchi, Lita Manuel, Nino Artuffo, Angelo Zanobini, Gianni Bonagura, regia di R. Massucci, trasmessa il 6 marzo 1949.
- Vittoria e il suo ussaro, operetta di Paul Abraham, con Ornella D'Arrigo, Aldo Bertocchi, Francesco Sormano, Miria Bertozzini, Angelo Zanobini, Angelo Bizzarri, orchestra Cesare Gallino, regia di Riccardo Massucci, trasmessa il 18 marzo 1950.
- Il Corsaro azzurro, Radioromanzo di Nizza e Morbelli, Compagnia di Prosa radio Torino, musiche di Egidio Storaci regia di Riccardo Massucci 1950.
- La figlia del tamburo maggiore, operetta di Jacques Hoffenbach, orchestra di Cesare Gallino, regia di R. Massucci, trasmessa il 29 aprile 1950.
- Ricciolino alla corte di Carlomagno, Radioscena di Roberto Savarese e Ugo Montefoschi, regia di Riccardo Massucci, trasmessa il 16 agosto 1957.